# Thaleró
Thaleró (Thalero) är en ort i Grekland.   Den ligger i prefekturen Nomós Korinthías och regionen Peloponnesos, i den sydöstra delen av landet, 90 km väster om huvudstaden Aten. Thaleró ligger 137 meter över havet och antalet invånare är 162.
Terrängen runt Thaleró är kuperad åt sydväst, men åt nordost är den platt. Havet är nära Thaleró åt nordost. Runt Thaleró är det ganska tätbefolkat, med 96 invånare per kvadratkilometer. Närmaste större samhälle är Kiáto, 7,8 km öster om Thaleró. Trakten runt Thaleró består till största delen av jordbruksmark.